# Luís Gervasoni
Pour les articles homonymes, voir Gervasoni.
Luís Gervasoni, plus connu sous le nom d'Itália (né le 22 mai 1907 à Rio de Janeiro et mort le 9 février 1964 à Rio de Janeiro), était un joueur brésilien d'origine italienne de football qui jouait défenseur.

## Biographie
Pendant sa carrière, il joue à Bangu et à Vasco da Gama.
Il est appelé pour jouer la coupe du monde 1930 en Uruguay avec le Brésil, sélectionné par Píndaro de Carvalho.

## Palmarès

### Club
- Championnat Carioca : 3

Vasco da Gama : 1929, 1934, 1936

### Seleçao
- Copa Rio Branco : 1

1932